# Sistotremella
Sistotremella är ett släkte av svampar. Enligt Catalogue of Life ingår Sistotremella i familjen Hydnodontaceae, ordningen Trechisporales, klassen Agaricomycetes, divisionen basidiesvampar och riket svampar, men enligt Dyntaxa är tillhörigheten istället familjen Sistotremataceae, ordningen Polyporales, klassen Agaricomycetes, divisionen basidiesvampar och riket svampar.
|               | Tubulicium |
|               | |
|               | Trechispora |
|               | |
|               | Litschauerella |
|               | |
|               | Hydnodon |
|               | |
|               | Brevicellicium |
|               | |
|               | Sphaerobasidium |
|               | |
| Sistotremella | \| \| Sistotremella hauerslevii \| \| \| \| \| \| Sistotremella perpusilla \| \| \| \| \| \| Sistotremella cystidiolophora \| \| \| \| \| \| Sistotremella paullicorticioides \| \| \| \| |
|               | \| \| Sistotremella hauerslevii \| \| \| \| \| \| Sistotremella perpusilla \| \| \| \| \| \| Sistotremella cystidiolophora \| \| \| \| \| \| Sistotremella paullicorticioides \| \| \| \| |
|               | Sistotremastrum |
|               | |
|               | Fibrodontia |
|               | |
|               | Subulicystidium |
|               | |
|               | Luellia |
|               | |
|               | Dextrinocystis |
|               | |
|               | Cristelloporia |
|               | |
|               | Dextrinodontia |
|               | |
|               | Sistotremella hauerslevii |
|               | |
|               | Sistotremella perpusilla |
|               | |
|               | Sistotremella cystidiolophora |
|               | |
|               | Sistotremella paullicorticioides |
|               | |

|  | Sistotremella hauerslevii        |
|  |                                  |
|  | Sistotremella perpusilla         |
|  |                                  |
|  | Sistotremella cystidiolophora    |
|  |                                  |
|  | Sistotremella paullicorticioides |
|  |                                  |

## Bildgalleri

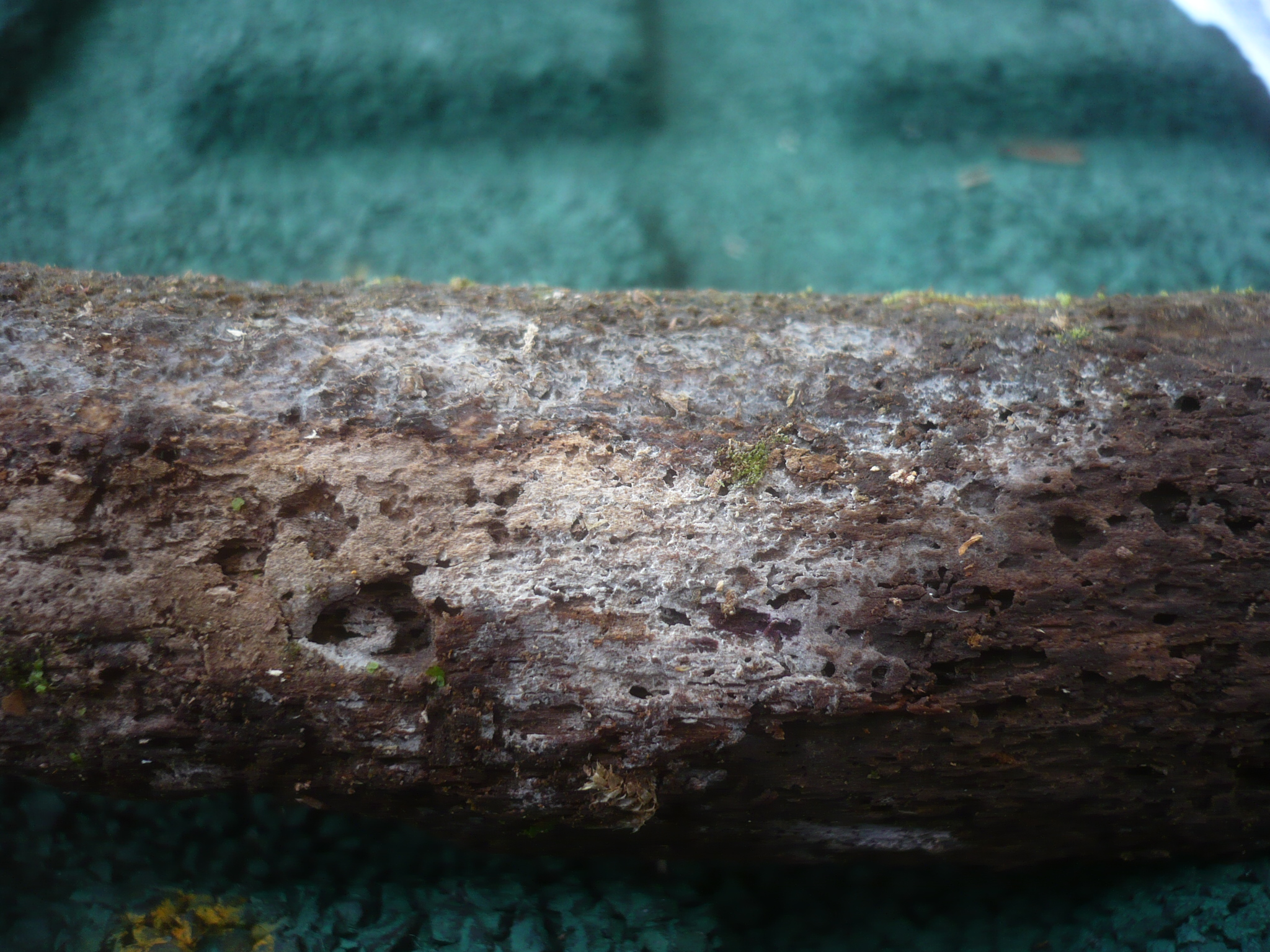